# 長目半島
長目半島（ながめはんとう）は、大分県臼杵市及び津久見市にある半島。大分県南部の豊後水道沿岸にみられるリアス式海岸の一部である。

## 地勢
半島の北半分は臼杵市、南半分は津久見市に分かれており、北側には臼杵湾、南側には津久見湾が広がる。長目半島という名称は、津久見市側にある長目集落に由来する。半島の延長線上の沖合には地無垢島、沖無垢島が浮かぶ。
最高地点は鉾土山（ほこつちやま）山頂で標高380.8m。山がちで集落は沿岸部に集中している。

## 交通
リアス式海岸で出入りが多く、海岸まで急傾斜の山が迫る長目半島は交通の難所で、津久見側にある長目地区からは津久見港まではかつては市営船で結ばれていた。半島の南北それぞれの沿岸に沿って大分県道707号大泊浜徳浦線が走るが、先端部分では、臼杵側は泊ケ内、津久見側は楠屋で行き止まりになっており、台風などの災害で道路が不通になると半島先端部の集落が孤立することがあった。そのため、2006年から泊ケ内から楠屋までの南北を連絡する森林管理道長目半島線（延長2,273m）の工事が進められて2013年10月19日に開通した。